# Делгерхангай
Делгерхангай — сомон у Середньо-Гобійському аймаці Монголії. Територія 6,208 тис. км², населення 3,0 тис. чол., центр — селище Хашаат, розташований на відстані 130 км від міста Мандалговь та у 375 км від Улан-Батора.

## Рельєф
Гори Делгерхангай (1913 м), Номгон, Улаан Хамар та ін. Територією сомону тече річка Онгойн, є озера Улаан, Тохомийн Худаг.

## Клімат
Клімат різкоконтинентальний Середня температура січня −18 градусів, липня +21 градус, щорічна норма опадів 150.

## Економіка
Поклади вапняку, слюди.

## Тваринний світ
Водяться гірські барани, лисиці, козли, корсаки.

## Соціальна сфера
Школа, лікарня, торгово-культурні центри.